# 柳井俊二
柳井俊二（日语：柳井 俊二，1937年1月15日—），是一位日本外交官，他在1999年至2001年期間擔任了日本駐美國大使一職。

## 生平
柳井於1961年加入外務省，並在法國期間在斯特拉斯堡大學學習。在他的職業生涯中，他於1991年擔任了條約局局長。
從1997年到1999年，柳井擔任外交部副部長。隨後，他成為了日本駐美國大使，並一直任職到2001年。然而，他因卷入外交部官僚醜聞而被免職。
2005年，他成為了國際海洋法法庭的法官。並於2011年10月1日當選為國際海洋法法庭主席，接替了若澤·路易斯·熱蘇斯，任期為三年 。
作為不承認菲律賓對中國提起的仲裁案的戰略的一部分，中國指責柳井操縱仲裁庭的組成。
在安倍晉三擔任首相期間，柳井擔任了日本自衛顧問小組的負責人。該小組由十三名安全專家組成，關注日本憲法第9條的修正案。